# Bobby Fish
Robert Anthony Fish (ur. 27 października 1976 w Albany) – amerykański profesjonalny wrestler, najbardziej znany z występów w federacji WWE w rozwojowym brandzie NXT pod pseudonimem ringowym Bobby Fish. Jest byłym posiadaczem NXT Tag Team Championship.
Fish jest najbardziej znany z występów w Ring of Honor (ROH) od 2012 do 2017, gdzie współpracował z Kyle’em O’Reillym w drużynie reDRagon. Był w posiadaniu ROH World Tag Team Championship i ROH World Television Championship. Jest również znany z występów w Japonii dla Pro Wrestling Noah i dla New Japan Pro-Wrestling (NJPW), w którym zdobył IWGP Junior Heavyweight Tag Team Championship.

## Kariera profesjonalnego wrestlera

### Wczesna kariera (2002–2006)
Robert Fish zadebiutował jako profesjonalny wrestler w 2002, gdzie trenował u boku Tony’ego Devito i Harleya Race'a. Przez wiele lat występował jako Jerk Jackson i Madden Fisher, jednakże zdecydował się na używanie pseudonimu Bobby Fish. Po raz pierwszy wystąpił w Ring of Honor (ROH) 2 października 2004, gdzie on i Scott Cardinal przegrali z Rebel's Army. Później występował w ROH w roli jobbera. Fish walczył w Pro Wrestling Unplugged przez większość początku kariery debiutując tam w lutym 2005. Uformował sojusz ze Scottem Cardinalem, z którym występował również w innych federacjach niezależnych. 20 maja 2005 on i Cardinal pokonali trzy inne drużyny zdobywając PWU Tag Team Championship, lecz zawiesili je we wrześniu.
Prócz występów w federacjach niezależnych, Fish występował w międzyczasie w federacji Noah. W 2006 regularnie występował dla New England Championship Wrestling. W kwietniu pokonał DC Dillingera przez dyskwalifikację i nie zdołał zdobyć od niego NECW Undisputed Triple Crown Championship. Wziął udział w turnieju Iron 8 2007, gdzie dotarł do finału przegrywając z Eddiem Edwardsem. Fish powrócił do ROH podczas gali Reborn Again i przegrał z Claudiem Castagnolim, a także wraz z Mattem Crossem przegrał z Vulture Squad podczas gali Final Battle 2007. W 2009 występował czasem podczas odcinków tygodniówek Ring of Honor Wrestling.
W 2009 został ogłoszony jednym z uczestników pierwszego show federacji Evolve. 10 stycznia 2010 wystąpił w pierwszej walce karty gali Evolve 1 i przegrał z Kyle’em O’Reillym.

### Pro Wrestling Noah (2006–2013)
Fish po raz pierwszy zaczął występować w Japonii w 2006 dla Pro Wrestling Noah; zadebiutował 19 maja 2006 pokonując Atsushi Aokiego. Przez kilka kolejnych lat podróżował do Japonii by chociaż raz co roku wystąpić w Noah. W 2010 Fish i Eddie Edwards przegrali z Rickym Marvinem i Taijim Ishimorim w półfinale turnieju o GHC Junior Heavyweight Tag Team Championship. Fish wziął udział w turnieju Global League 2011 zdobywając cztery punkty. Rok później Fish i Edwards wzięli udział w turnieju NTV G Cup Junior Heavyweight League ponownie zdobywając cztery punkty. Od 17 do 24 kwietnia 2013 duo brało udział w turnieju Global Tag League 2013, lecz wygrali tylko jedną z czterech walk.

### Ring of Honor (2012–2017)

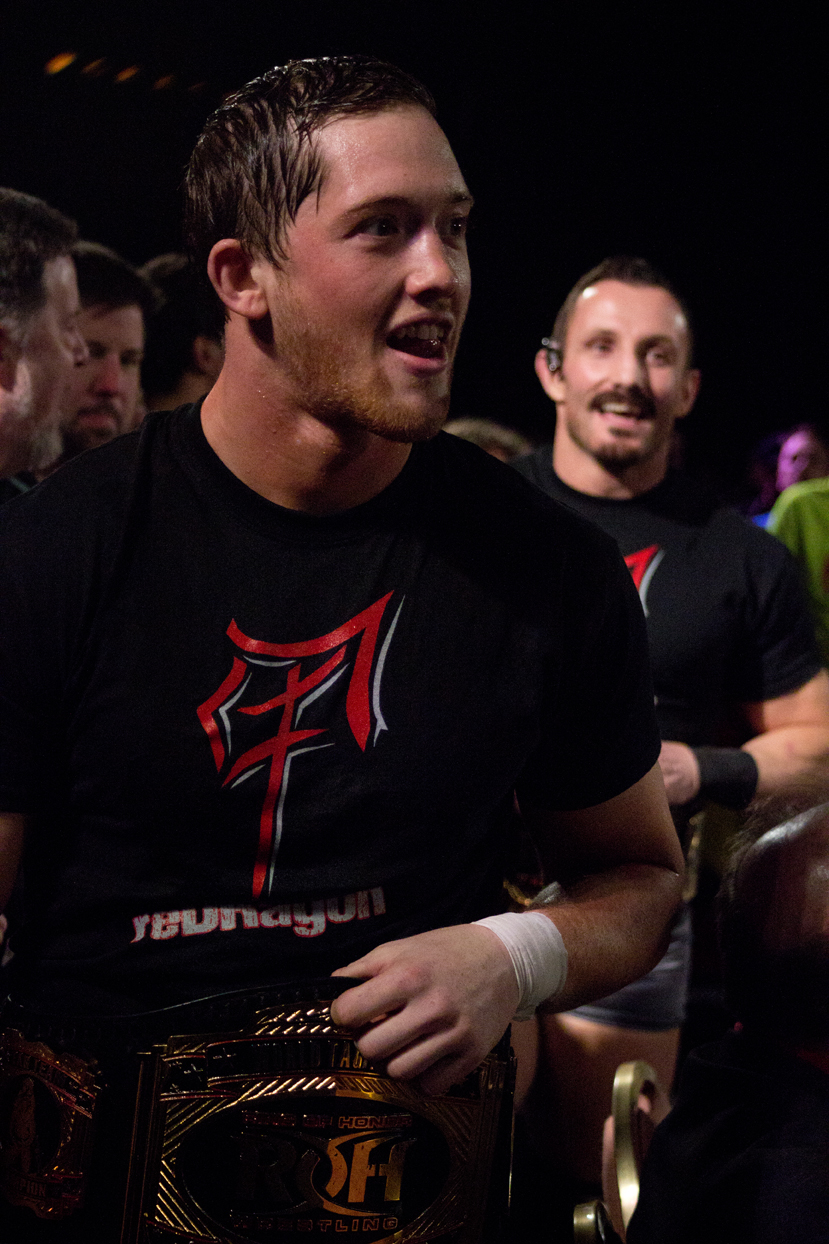
Fish (po prawej) i Kyle O’Reilly występujący w Ring of Honor jako drużyna „reDRagon” w kwietniu 2013. Duo posiadało tytuły ROH World Tag Team Championship trzy razy.

W 2012 Fish został zakontraktowany w Ring of Honor, gdzie uformował drużynę z Kyle’em O’Reillym pod nazwą „reDRagon”. 2 marca 2013 pokonali The Briscoe Brothers i odebrali im ROH World Tag Team Championship. Tego samego miesiąca obronili tytułów w walce z Alabama Attitude (Coreyem Hollisem i Mikiem Poseyem), jak również podczas czerwcowej gali Best in the World w three-way tag team matchu z C & C Wrestle Factory (Caprice’em Colemanem i Cedrikiem Alexandrem) i S.C.U.M. (Cliffem Comptonem i Rhettem Titusem). Tytuły utracili na rzecz Forever Hooligans (Alexa Koslova i Rocky’ego Romero) 27 lipca. Niespełna miesiąc później odzyskali tytuły od drużyny The American Wolves (Daveya Richardsa i Eddiego Edwardsa). Przez resztę 2013 skutecznie bronili tytułów przeciwko takim drużynom jak C & C Wrestle Factory, The Forever Hooligans, Jayowi Lethalowi i Michaelowi Elginowi, a także Outlaw, Inc. (Homicide’owi i Eddiemu Kingstonowi). Podczas gali 12th Anniversary Show z lutego 2014 obronili tytuły pokonując Adrenaline Rush (ACH i TaDariusa Thomasa), lecz 8 marca stracili je na rzecz The Young Bucks.
Fish i O’Reilly zdobyli tytuły tag team po raz trzeci 17 maja 2014 pokonując The Young Bucks podczas gali War of the Worlds. 7 i 22 czerwca obronili tytuły pokonując kolejno The Briscoe Brothers, Christophera Danielsa i Frankiego Kazariana podczas gali Best in the World 2014. 23 listopada 2014 reDRagon pokonało ACH i Matta Sydala, The Addiction i The Briscoes broniąc tytułów tag team i wygrywając turniej Tag Wars. Fish i O’Reilly zdołali pokonać Alexa Shelleya i Kushidę, The Young Bucks i The Kingdom (Michaela Bennetta i Matta Tavena) podczas gal Final Battle 2014, ROH 13th Anniversary Show i Supercard of Honor IX. Fish i O’Reilly stracili tytuły na rzecz The Addiction (Danielsa i Kazariana) podczas nagrań tygodniówek Ring of Honor Wrestling z 4 kwietnia.
13 maja podczas drugiej nocy gali War of the Worlds '15, Fish nie zdołał odebrać ROH World Championship od Jaya Briscoe. 18 grudnia 2015 podczas gali Final Battle Fish przegrał z Roderickiem Strongiem o ROH World Television Championship.
8 maja 2016 podczas gali Global Wars, Fish pokonał Tomohiro Ishiiego i odebrał mu ROH World Television Championship. Tytuł utracił 18 listopada na rzecz Willa Ospreaya. Fish miał wziąć udział w czteroosobowej walce o tytuł podczas gali Final Battle, lecz został odsunięty z powodu sytuacji rodzinnej. 3 stycznia 2017 podpisał kolejny kontrakt z ROH, lecz dwa miesiące później ogłosił odejście z federacji.

### New Japan Pro-Wrestling (2014–2016)

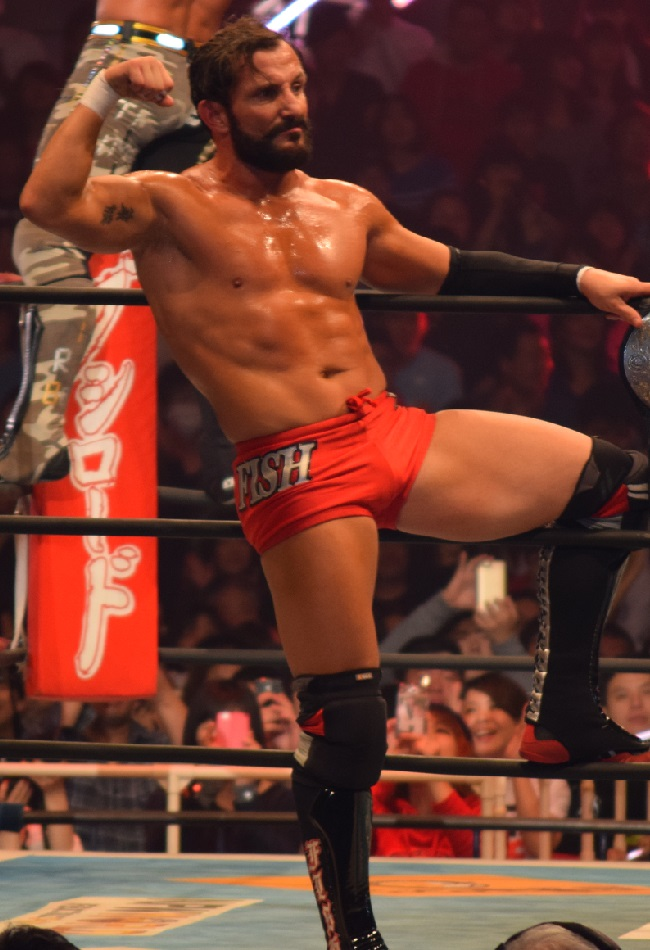
Fish w New Japan Pro-Wrestling w listopadzie 2015.

Wskutek współpracy ROH z NJPW, reDRagon zadebiutowało w japońskiej federacji 10 sierpnia 2014 i przegrało z Czas Splitters (Alexem Shelleyem i Kushidą) o IWGP Junior Heavyweight Tag Team Championship. Duo powróciło do NJPW 25 października i wzięło udział w turnieju Super Junior Tag Tournament 2014. 3 listopada pokonali w finale The Young Bucks i wygrali cały turniej. Pięć dni później podczas gali Power Struggle, reDRagon pokonało Time Splitters w rewanżu i zdobyło IWGP Junior Heavyweight Tag Team Championship. Po raz pierwszy obronili tytuły 4 stycznia 2015 podczas gali Wrestle Kingdom 9 w four-way tag team matchu z Forever Hooligans, Time Splitters i The Young Bucks. 11 lutego podczas gali The New Beginning in Osaka stracili tytuły na rzecz The Young Bucks.
reDRagon powróciło do NJPW 3 maja 2015 podczas gali Wrestling Dontaku 2015, gdzie zawalczyli z Roppongi Vice (Barettą i Rockym Romero) i The Young Bucks o tytuły, które obronili Young Bucks. Tego samego miesiąca Fish wziął udział w turnieju Best of the Super Juniors 2015, ukończył swój blok z pięcioma zwycięstwami i dwiema porażkami, tym samym nie przechodząc do finału. Po turnieju reDRagon otrzymało rewanż o tytuły, lecz ponownie przegrali z The Young Bucks podczas gali Dominion 7.5 in Osaka-jo Hall. Mimo tego zdołali ich pokonać 16 sierpnia i odzyskali tytuły IWGP Junior Heavyweight Tag Team Championship. The Young Bucks zdobyło tytuły od reDRagon podczas gali Wrestle Kingdom 10 z 4 stycznia 2016. 17 września podczas gali Destruction in Yokyo, Fish zawalczył i przegrał z Katsuyori Shibatą o tytuł NEVER Openweight Championship.

### WWE

#### NXT (od 2017)
Bobby Fish zadebiutował w rozwojowym brandzie NXT federacji WWE 23 czerwca 2017 podczas nagrań tygodniówek NXT, gdzie przegrał z Aleisterem Blackiem. 12 lipca Triple H potwierdził podpisanie kontraktu przez federację z Fishem.
Fish pojawił się 19 sierpnia podczas gali NXT TakeOver: Brooklyn III, gdzie wspólnie z Adamem Colem i Kyle’em O’Reillym zaatakował nowego NXT Championa Drewa McIntyre'a. We wrześniu Fish, Cole i O’Reilly zaczęli występować jako trio „The Undisputed Era”. Wskutek rywalizacji The Undisputed Ery, Sanity i The Authors of Pain (z Roderickiem Strongiem), generalny menadżer brandu NXT William Regal ogłosił walkę wieczoru podczas gali NXT TakeOver: WarGames, którym był WarGames match; pojedynek wygrał Fish, Cole i O’Reilly.

## Styl walki
- Finishery
  - Fish Hook Deluxe Edition (Heel hook)
  - Flying Fish Hook (High knee)[52]
  - Sleeping With The Fishes (Jumping spin kick)
  - Double jump moonsault[52]
  - Diving headbutt[52]
- Inne ruchy
  - Falcon Arrow (Sitout suplex slam, czasem wykonywany z drugiej liny[52])
  - Space Rolling Elbow (Cartwheel back elbow w przeciwnika w narożniku)
  - Crossface
  - Сross armbreaker, czasem wykonany z przewrotem
  - Dragon screw
  - Fireman's carry double knee gutbuster
  - Flying cross chop
  - Frankensteiner
  - Gorilla press double knee gutbuster
  - Inverted atomic drop
  - Wariacje kopnięć
    - Roundhouse kick
    - Shoot kick

  - Wariacje suplexów
    - Exploder suplex, czasem wykonywany w stronę narożnika
    - German suplex
    - Saito suplex, czasem z podniesieniem nogi przeciwnika
    - Snap suplex[52]

  - Samoan drop
  - Slingshot somersault senton
  - Springboard moonsault w przeciwnika poza ringiem
  - Tilt-a-whirl backbreaker[52]
- Przydomki
  - „The Burden”[3]
  - „The Infamous”[3]
  - „The Round Eye Samurai” (PWG)
- Motywy muzyczne
  - „Dance Away” ~ Damn Valentines (używany podczas występowania w drużynie reDRagon z Kyle’em O’Reillym)
  - „Behind Bars” ~ Auracle (NXT, 23 czerwca 2017 – 19 sierpnia 2017)
  - „Undisputed” ~ CFO$ (NXT; od 20 września 2017; używany podczas członkostwa w grupie The Undisputed Era)

## Mistrzostwa i osiągnięcia
- Collision Pro Wrestling
  - CPW Heavyweight Champion (1 raz)
- High Risk Wrestling

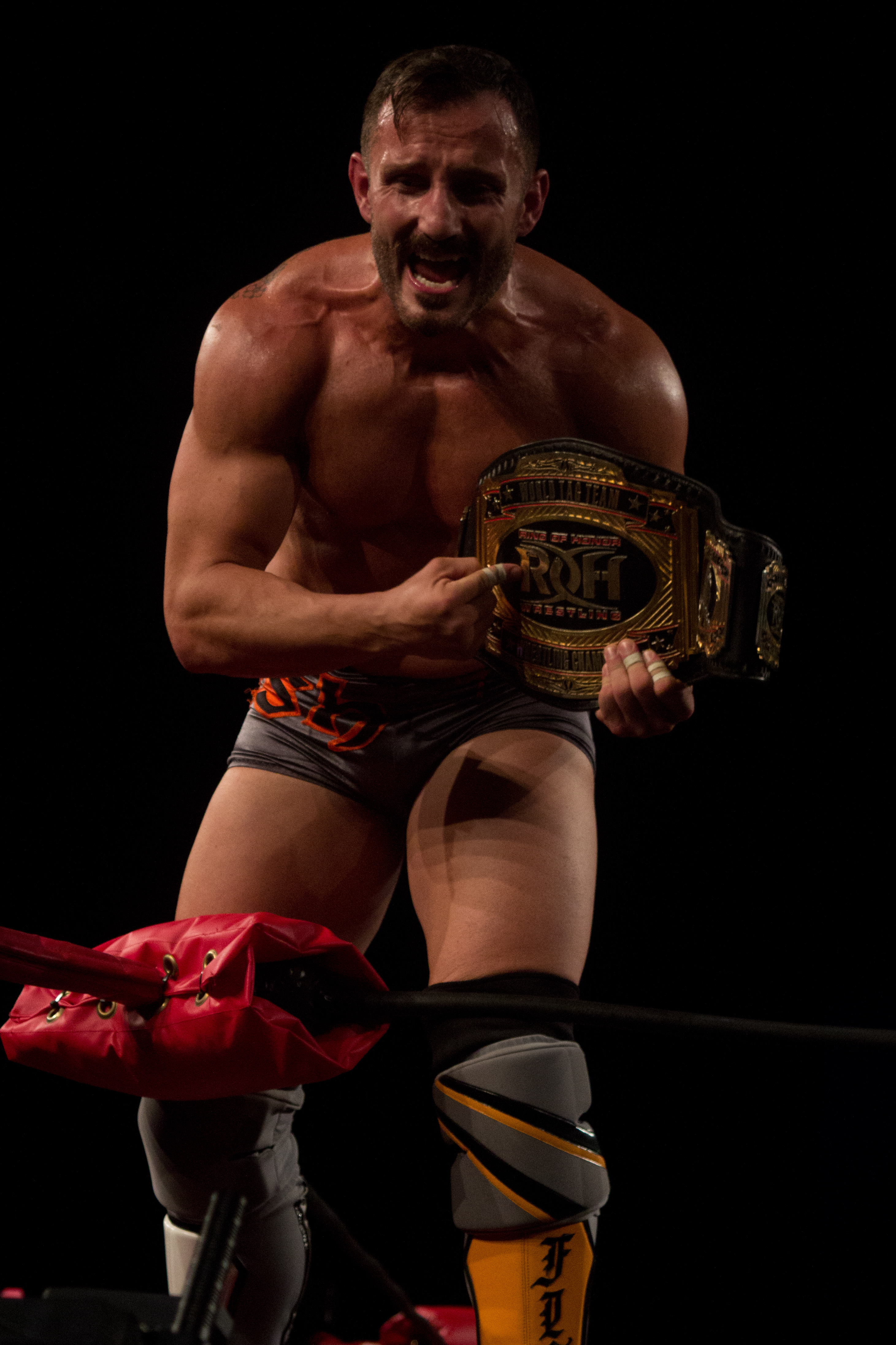
Fish w posiadaniu ROH World Tag Team Championship w 2013.

  - HRW Tag Team Championship (1 raz) – z Kyle’em O’Reillym[53][54]
- New England Championship Wrestling
  - NECW Heavyweight Championship (1 raz)[55]
- New Japan Pro-Wrestling
  - IWGP Junior Heavyweight Tag Team Championship (2 razy) – z Kyle’em O’Reillym[36][44]
  - Super Jr. Tag Tournament (2014) – z Kyle’em O’Reillym[35]
- Pro Wrestling Unscripted
  - PWU Tag Team Champion (1 raz) – ze Scottem Cardinalem[56]
- Pro Wrestling Illustrated
  - PWI umieściło go na 26. miejscu w top 500 wrestlerów rankingu PWI 500 w 2016[57]
- Ring of Honor
  - ROH World Tag Team Championship (3 razy) – z Kyle’em O’Reillym[9][19]
  - ROH World Television Championship (1 raz)[29]
  - ROH World Television Championship #1 Contender Tournament (2015)[58]
  - Tag Wars Tournament (2014) – z Kyle’em O’Reillym[22]
  - Survival of the Fittest (2016)
- Upstate Pro Wrestling
  - UPW Heavyweight Championship (1 raz)[59]
- WWE NXT
  - NXT Tag Team Championship (1 raz, obecnie) – z Kyle’em O’Reillym